# Africaleurodes
Africaleurodes es un género de hemípteros de la familia Aleyrodidae. El género fue descrito científicamente primero por Dozier en 1934. La especie tipo es Africaleurodes coffeacola.

## Especies
- Africaleurodes adami Cohic, 1968
- Africaleurodes ananthakrishnani Dubey & Sundararaj, 2006
- Africaleurodes balachowskyi Cohic, 1968
- Africaleurodes capgrasi Cohic, 1968
- Africaleurodes citri (Takahashi, 1932)
- Africaleurodes coffeacola Dozier, 1934
- Africaleurodes fulakariensis Cohic, 1966
- Africaleurodes hexalobi Bink-Moenen, 1983
- Africaleurodes indicus Regu & David, 1993
- Africaleurodes karwarensis Dubey & Sundararaj, 2006
- Africaleurodes loganiaceae Dozier, 1934
- Africaleurodes martini Cohic, 1968
- Africaleurodes ochnaceae Dozier, 1934
- Africaleurodes pauliani Cohic, 1968
- Africaleurodes simula (Peal, 1903)
- Africaleurodes souliei Ardaillon & Cohic, 1970
- Africaleurodes tetracerae Cohic, 1966
- Africaleurodes uvariae Cohic, 1968
- Africaleurodes vrijdaghii (Ghesquière in Mayné & Ghesquière, 1934)